# Louis Salica
Louis Salica   (Brooklyn, 16 de novembre de 1912 - Brooklyn, 30 de gener de 2002) va ser un boxejador estatunidenc que va competir durant les dècades de 1930 i 1940.
El 1932 va prendre part en els Jocs Olímpics d'Estiu de Los Angeles, on guanyà la medalla de bronze en la categoria del pes mosca del programa de boxa.
Aquell mateix any passà al professionalisme. El 1935 guanyà el campionat del món del pes gall de la National Boxing Association en superar a Sixto Escobar. Dos mesos després va perdre el títol en perdre contra el mateix boxejador. El 24 de setembre de 1940 va recuperar el títol mundial de pes gall en superar a Georgie Pace. El 7 d'agost de 1942 va perdre el seu segon títol mundial de pes gall contra Manuel Ortiz. El 27 de març de 1944 va disputar el seu darrer combat com a professional.